# Samuel Finkelstein
Samuel Finkelstein (ur. 1895 w Sandomierzu, zm. 1942 w Treblince) – malarz polski pochodzenia żydowskiego, członek grupy „Jednoróg”.

## Życiorys
Przerwał naukę w szkole handlowej i zajął się malarstwem. W latach 1913–1914 studiował na Akademii Sztuk Pięknych w Krakowie u Wojciecha Weissa. W latach 1915–1918 odbywał dalsze studia na Akademii Sztuk Pięknych w Wiedniu, lecz ich nie ukończył dyplomem.
Po I wojnie światowej zamieszkał w Łodzi, gdzie rozpoczął działalność artystyczną. Został członkiem grupy „Start” i Cechu Artystów Plastyków „Jednoróg”. Często bywał w Kazimierzu Dolnym.

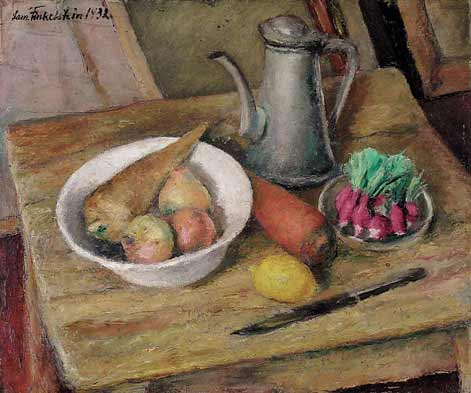
Samuel Finkelstein, „Martwa natura”, 1932

W jego twórczości znaczne miejsce zajmowała tematyka żydowska. Był zaprzyjaźniony z awangardowymi artystami łódzkimi, jak Władysław Strzemiński, Katarzyna Kobro i Karol Hiller, lecz w swojej twórczości pozostał wierny impresjonizmowi.
Został zamordowany w obozie zagłady w Treblince.